# Вороний глаз четырёхлистный
Воро́ний глаз четырёхли́стный, или Вороний глаз обыкнове́нный, или Парижская трава или Парижская ягода (лат. Pāris quadrifōlia) — вид травянистых растений из рода Вороний глаз семейства Мелантиевые (раньше этот род относили к семейству Лилейные). Смертельно ядовитое растение.

## Распространение
Растёт почти по всей Европе, включая Россию (кроме юго-востока (Кавказа)), в Средиземноморье и Азии включая Россию, Казахстан и Китай, в лиственных лесах и смешанных лесах на плодородной суглинистой почве. Встречается в хвойных лесах. Предпочитает сырые, затенённые места, заросли кустарников, тенистые овраги. Распространён также в лесостепи.

## Ботаническое описание

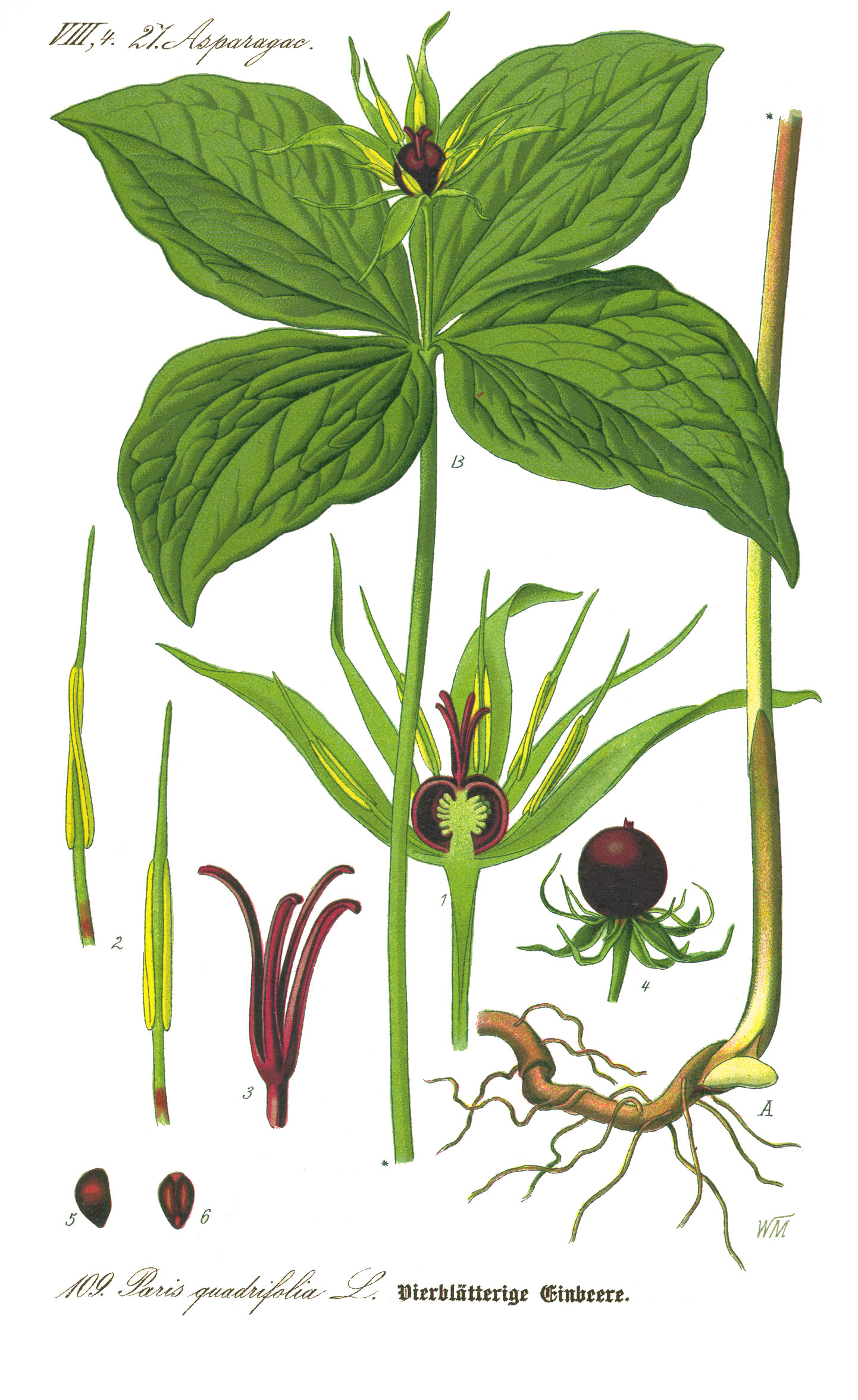

Многолетнее растение высотой 10—40 см.
Корневище горизонтальное, длинное.
Стебель прямостоячий, без опушения (как и все части растения).
Образует мутовку из четырёх (реже 5—6) почти сидячих листьев длиной до 10 см. Листья широкоэллиптические, с клинообразным основанием и заострённым кончиком.
Цветок одиночный, находится на верхушке стебля. Околоцветник двурядный: 4 наружных листика ланцетной формы, зелёного цвета и 4 внутренних (более мелкие, узколинейные, желтовато-зелёные). Тычинок восемь, находятся у основания листочков околоцветника. Столбиков четыре, сросшихся у основания. Цветёт вороний глаз в июле — августе.
Плод — шаровидная четырёхгнёздная ягода, диаметром около 1 см, блестящая, чёрная, с сизоватым налётом. Созревает в августе.
Вся надземная часть растения при первых заморозках отмирает, остаётся подземное корневище, которое следующей весной даёт новый надземный побег.

## Химический состав растения
Вороний глаз четырёхлистный содержит витамин С, флавоноиды, кумарин, органические кислоты (лимонную кислоту, яблочную кислоту), пектиновые вещества, гликозид паридин.
В корневищах, листьях и плодах растения содержится ядовитый сапонин паристифин. В корневищах содержатся также сапонины стероидного строения, алкалоиды.

## Ядовитость
Растение смертельно ядовито. Особенно часто отравляются дети, которых привлекают блестящие красивые ягоды вороньего глаза. Листья действуют на ЦНС, плоды — на сердце, корневища вызывают рвоту. Симптомы отравления: боли в животе, диарея, рвота, приступы головокружения, судороги, нарушение работы сердца вплоть до его остановки. Применение растения для медицинских целей запрещено, однако сушёные ягоды и листья всё равно применяются в народной медицине.
|                                                                      |  |  |
| Слева направо: группа цветущих растений; цветок; плод крупным планом |  |  |

## Меры предосторожности
Основные меры предосторожности это не трогать растение а так же не ходить на сбор ягод, особенно черники в тёмное время суток .